# Richard Lahey
Richard Francis Lahey (* 23. Juni 1893 in Jersey City, New Jersey; † 1. August 1978 in Fairfax, Virginia) war ein US-amerikanischer Maler, Grafiker und Kunstpädagoge. Er war vor allem als Lehrer bekannt und galt in erster Linie als Kunsterzieher, nicht als Künstler, der nebenbei unterrichtete. Sein Unterrichtsansatz bestand darin, das Interesse seiner Schüler durch Demonstrationen zu wecken und sie zur eigenständigen Arbeit zu ermutigen. Lahey schuf Gemälde mit den unterschiedlichsten Sujets – darunter Landschaften, Stillleben und Figurenstudien –, die sowohl traditionell als auch abstrakt gestaltet sind.

## Leben
Richard Lahey wurde 1893 in Jersey City, New Jersey, geboren. Von 1913 bis 1917 studierte er an der Art Students League in New York City, unter anderem bei Robert Henri, einem der führenden Vertreter der Ashcan School. Wie viele andere Künstler dieser Bewegung begann auch Lahey seine Karriere als freiberuflicher Illustrator für das New York World Sunday Magazine und die New York Times. Dort zeichnete er Karikaturen bekannter Persönlichkeiten wie John Barrymore und Eddie Cantor. Zudem betätigte er sich als Radierer und Lithograf und schuf Darstellungen des zeitgenössischen Lebens. Während des Ersten Weltkriegs arbeitete er für die United States Navy an Tarnanstrich-Entwürfen, sowohl in Washington, D.C., als auch im Ausland. In den 1920er Jahren verbrachte Lahey seine Sommermonate regelmäßig in Europa, unter anderem in Frankreich, Deutschland, Italien und Spanien. 1921 nahm er eine Lehrtätigkeit an der Minneapolis School of Art in Minnesota (heute Minneapolis College of Art and Design) auf. 1923 kehrte er an die Art Students League zurück, wo er bis 1935 als Dozent tätig war.
1932 nahm Richard Lahey mit je einem Werk in den Kategorien Ölmalerei, Druckgrafik und Aquarell/Zeichnung am Kunstwettbewerb der Olympischen Sommerspiele in Los Angeles teil. 1936 fertigte er im Rahmen der Section of Fine Arts der Works Progress Administration ein Wandbild mit dem Titel Showing the People in the Early Days Transferring from Stagecoach to Boat along the Monongahela River für das Postamt in Brownsville, Pennsylvania. Im selben Jahr übernahm er die Leitung der Corcoran School of Art in Washington, D.C., ein Amt, das er bis 1963 innehatte. Parallel dazu lehrte er über einen Zeitraum von 23 Jahren regelmäßig am Goucher College in Baltimore, Maryland. Zu seinen Kolleginnen gehörten seine Ehefrau, die Bildhauerin Carlotta (Alma) Gonzales, sowie die Künstlerin Clare Leighton.
1940 erwarb das Ehepaar Lahey ein Wohnhaus aus dem 18. Jahrhundert in den Wäldern bei Vienna in Virginia. Ein hölzerner Anbau wurde entfernt und durch einen Ziegelbau ersetzt, die ursprüngliche Holzküche wurde als Atelier umfunktioniert. Im Jahr 1960 erhielt Lahey gemeinsam mit seiner Frau den Auftrag, ein Wandbild für die American Battle Monuments Commission am Hawaii Memorial in Honolulu zu gestalten. Die Fertigstellung erfolgte 1964. 
1963 widmete das Georgia Museum of Art in Athens auf Initiative seines früheren Schülers Lamar Dodd eine Retrospektive. 1968 nahm Richard Lahey eine Lehrtätigkeit an der University of Georgia auf. Nach seinem Tod vermachte seine Witwe Carlotta das Anwesen der Familie Lahey, das aus einem Haus und 22 Hektar Waldgelände besteht und heute als Lahey Lost Valley bekannt ist, der Fairfax County Parks Authority.

## Werk
Richard Laheys Werk umfasst Porträts, Genrebilder, Landschaften und Illustrationen. Sein Stil vereint realistische Elemente mit impressionistischen Einflüssen. In vielen seiner Arbeiten zeigt sich eine feine Beobachtungsgabe für Licht und Atmosphäre. Neben der Malerei war Lahey auch für seine Druckgrafiken bekannt.